# Biserica de lemn „Acoperământul Maicii Domnului” din Cepeleuți
Biserica de lemn „Acoperământul Maicii Domnului” este o biserică amplasată în Cepeleuți, raionul Edineț, Republica Moldova. Este un monument arhitectural de importanță națională inclus în Registrul monumentelor Republicii Moldova ocrotite de stat cu nr. 1685 (raionul Ocnița). Datează din 1861.
Din 1998, preot paroh este Protoiereu mitrofor Ioan Arapu.
În primăvara anului 2009, clădirea a fost puternic afectată de un incendiu. A fost renovată până în octombrie 2011.